# Петар Шобајић
Петар Шобајић (Скопље, 3. новембар 1924 — Београд, 20. јул 2009) био је један од најпознатијих директора филма а касније и продуцената у Србији и бившој Југославији.
Дипломирао је на Економском факултету у Београду, а 1950. године запошљава се у Авала филму.
Дебитује као помоћник директора филма 1953. на филму Била сам јача Густава Гаврина а 1954. је као асистент на продукцији филма Владимира Погачића Аникина времена.
Од 1956. године у Авала филму је задужен као директор продукције филмова.
Као директор филма потписао је наслове попут: Потрага, Суботом увече, Кампо Мамула, Први грађанин мале вароши, Др, Радопоље, Операција Тицијан итд.
1971. године на позив предузећа Босна филм Сарајево као директор филма потписује спектакл Хајрудина Крвавца Валтер брани Сарајево.
Од 1976. године ради као извршни продуцент филмове у реаилзацији Авала филма. Ваља споменути многобројне наслове попут: Војникова љубав, Тигар, Љубавни живот Будимира Трајковића, Бештије, Јована Лукина итд.
На позив предузећа Звезда филм као директор филма потписује хит Зорана Чалића Луде године из 1977. а 1980. и 1981. године као извршни продуцент наслове Дошло доба да се љубав проба и Љуби љуби ал главу не губи.
1986. као директор филма потписује филм Весне Љубић Последњи скретничар узаног колосјека у извршној продукцији предузећа Сутјеска филм Сарајево.
Радио је као директор производње и директор филма на домаћим а од 1966. преузима послове у реализацији копродукционих филмова.
Од 1983. до 1988. године био је главни продуцент Авала филма — у копродукционим пројектима као продуцент учествовао је у насловима попут Бекство из Собибора и Крусо.
1988. године одлази у пензију.
1991. године као директор филма потписује филм Жарка Драгојевића Ноћ у кући моје мајке у продукцији глумца Љубише Самарџића а 1997. као директор филма потписује наслов Враћање у режији Гордане Бошков.
Захваљујући одличном познавању филма, знању страних језика и великом и богатом професионалном искуству, највише се у српском
филму приближио типу продуцента у америчкој и западноевропској кинематографији.
У својој богатој филмској продукцији радио је на око сто играних филмова, чиме се истакао као један од наших најбољих и најпознатијих филмских продуцената.
Умро је у Београду 2009. у 85. години живота.

## Продукција филмова
| Год.   | Назив                                  | Улога                     |
| ------ | -------------------------------------- | ------------------------- |
| 1960-е |                                        |                           |
| 1953.  | Била сам јача                          | асистент директора филма  |
| 1954.  | Аникина времена                        | асистент директора филма  |
| 1956.  | Потрага                                | директор продукције филма |
| 1957.  | Суботом увече                          | директор продукције филма |
| 1959.  | Кампо Мамула                           | директор продукције филма |
| 1960-е |                                        |                           |
| 1961.  | Први грађанин мале вароши              | директор продукције филма |
| 1962.  | Др                                     | директор продукције филма |
| 1963.  | Радопоље                               | директор продукције филма |
| 1963.  | Операција Тицијан                      | директор продукције филма |
| 1964.  | Пут око света                          | директор продукције филма |
| 1965.  | Три                                    | директор продукције филма |
| 1966.  | Kommissar X - Jagd auf Unbekannt       | копродуцент               |
| 1970-е |                                        |                           |
| 1972.  | Валтер брани Сарајево                  | директор продукције филма |
| 1976.  | Војникова љубав                        | извршни продуцент         |
| 1977.  | Луде године                            | директор продукције филма |
| 1977.  | Бештије                                | извршни продуцент         |
| 1978.  | Није него                              | извршни продуцент         |
| 1978.  | Тренер (филм)                          | извршни продуцент         |
| 1979.  | Срећна породица                        | извршни продуцент         |
| 1979.  | Јована Лукина                          | извршни продуцент         |
| 1980-е |                                        |                           |
| 1980.  | Дошло доба да се љубав проба           | извршни продуцент         |
| 1980.  | Рад на одређено време                  | извршни продуцент         |
| 1981.  | Љуби, љуби ал главу не губи            | извршни продуцент         |
| 1981.  | Краљевски воз                          | извршни продуцент         |
| 1981.  | Берлин капут                           | извршни продуцент         |
| 1981.  | Шеста брзина                           | извршни продуцент         |
| 1981.  | Лов у мутном                           | извршни продуцент         |
| 1981.  | Савамала                               | извршни продуцент         |
| 1982.  | Саблазан                               | извршни продуцент         |
| 1982.  | Далеко небо                            | извршни продуцент         |
| 1983.  | Како сам систематски уништен од идиота | извршни продуцент         |
| 1983.  | Маховина на асфалту                    | извршни продуцент         |
| 1983.  | Тимочка буна (филм)                    | извршни продуцент         |
| 1983.  | Још овај пут                           | извршни продуцент         |
| 1984.  | Крај рата                              | извршни продуцент         |
| 1985.  | Оркестар једне младости                | извршни продуцент         |
| 1985.  | Протестни албум                        | извршни продуцент         |
| 1986.  | Последњи скретничар узаног колосјека   | директор продукције филма |
| 1987.  | Бекство из Собибора                    | копродуцент - Југославија |
| 1988.  | Крузо                                  | копродуцент - Југославија |
| 1990-е |                                        |                           |
| 1991.  | Ноћ у кући моје мајке                  | директор продукције филма |
| 1997.  | Враћање                                | директор продукције филма |